# Concerti degli Oasis
La pagina elenca i concerti del gruppo musicale britannico degli Oasis durante tutto l'arco della loro attività (1991-2009, e nuovamente dal 2025); per i tour andare alle voci apposite.

## Primi concerti 1993-94
| Data              | Paese       | Città           | Sede                     |
| ----------------- | ----------- | --------------- | ------------------------ |
| 18 agosto 1991    | Regno Unito | Manchester      | Boardwalk                |
| 19 aprile 1992    | Regno Unito | Dartford        | Polytechnic              |
| 20 aprile 1992    | Regno Unito | Oldham          | Hippodrome               |
| 5 maggio 1992     | Regno Unito | Oldham          | Club 57                  |
| 14 luglio 1992    | Regno Unito | Manchester      | Boardwalk                |
| 19 agosto 1992    | Regno Unito | Manchester      | Boardwalk                |
| 13 settembre 1992 | Regno Unito | Manchester      | The Venue                |
| 22 novembre 1992  | Regno Unito | Manchester      | Boardwalk                |
| 5 gennaio 1993    | Regno Unito | Manchester      | Boardwalk                |
| 1º marzo 1993     | Regno Unito | Liverpool       | Le Bateau                |
| 1º aprile 1993    | Regno Unito | Liverpool       | Krazy House              |
| 1º maggio 1993    | Regno Unito | Manchester      | Boardwalk                |
| 31 maggio 1993    | Regno Unito | Glasgow         | King Tut's Wah Wah Hut   |
| 1º giugno 1993    | Regno Unito | Manchester      | Università di Manchester |
| 1º agosto 1993    | Regno Unito | Liverpool       | Le Bateau                |
| 3 luglio 1993     | Regno Unito | Manchester      | Boardwalk                |
| 11 settembre 1993 | Regno Unito | Leeds           | Duchess                  |
| 14 settembre 1993 | Regno Unito | Manchester      | Canal Bar                |
| 7 ottobre 1993    | Regno Unito | Manchester      | Università di Manchester |
| 14 ottobre 1993   | Regno Unito | Manchester      | Università di Manchester |
| 27 ottobre 1993   | Regno Unito | Keele           | Keele University         |
| 28 ottobre 1993   | Regno Unito | Sheffield       | Università di Sheffield  |
| 1º novembre 1993  | Regno Unito | Derby           | Wherehouse               |
| 3 novembre 1993   | Regno Unito | Wolverhampton   | Wulfrun Hall             |
| 4 novembre 1993   | Regno Unito | Londra          | Powerhouse               |
| 28 novembre 1993  | Regno Unito | Sheffield       | Università di Sheffield  |
| 1º dicembre 1993  | Regno Unito | Birmingham      | Institute                |
| 2 dicembre 1993   | Regno Unito | Glasgow         | Plaza                    |
| 4 dicembre 1993   | Regno Unito | Warwick         | Università di Warwick    |
| 8 dicembre 1993   | Regno Unito | Wolverhampton   | Wulfrun Hall             |
| 9 dicembre 1993   | Regno Unito | Manchester      | Università di Manchester |
| 10 dicembre 1993  | Regno Unito | Glasgow         | Glasgow Cathouse         |
| 11 dicembre 1993  | Regno Unito | Preston         | Mill                     |
| 13 dicembre 1993  | Regno Unito | Newcastle       | Riverside                |
| 14 dicembre 1993  | Regno Unito | Bradford        | King's Hall              |
| 16 dicembre 1993  | Regno Unito | Liverpool       | Krazy House              |
| 27 gennaio 1994   | Regno Unito | Londra          | Water Rats               |
| 6 febbraio 1994   | Regno Unito | Glasgow         | Gleneagles               |
| 23 marzo 1994     | Regno Unito | Bedford         | Angel                    |
| 24 marzo 1994     | Regno Unito | Londra          | 100 Club                 |
| 26 marzo 1994     | Regno Unito | Tunbridge Wells | Forum                    |
| 27 marzo 1994     | Regno Unito | Oxford          | Polytechnic              |
| 28 marzo 1994     | Regno Unito | Birmingham      | Jug of Ale               |
| 29 marzo 1994     | Regno Unito | Southampton     | Joiners                  |
| 30 marzo 1994     | Regno Unito | Bristol         | Fleece & Firkin          |
| 31 marzo 1994     | Regno Unito | Bath            | Moles                    |
| 5 aprile 1994     | Regno Unito | Dundee          | Lucifer's Mill           |
| 6 aprile 1994     | Regno Unito | Edimburgo       | Belle Angel              |
| 7 aprile 1994     | Regno Unito | Glasgow         | Tramway                  |
| 8 aprile 1994     | Regno Unito | Middlesbrough   | Arena                    |
| 11 aprile 1994    | Regno Unito | Stoke-on-Trent  | Wheatsheaf               |
| 12 aprile 1994    | Regno Unito | Leeds           | Duchess                  |
| 13 aprile 1994    | Regno Unito | Liverpool       | Lomax                    |
| 29 aprile 1994    | Regno Unito | Hull            | Adelphi                  |
| 30 aprile 1994    | Regno Unito | Coventry        | Università di Coventry   |
| 2 maggio 1994     | Regno Unito | Portsmouth      | Wedgewood Rooms          |
| 3 maggio 1994     | Regno Unito | Newport         | TJ's                     |
| 4 maggio 1994     | Regno Unito | Derby           | Wherehouse               |
| 6 maggio 1994     | Regno Unito | Leicester       | Charlotte                |
| 7 maggio 1994     | Regno Unito | Windsor         | Old Trout                |
| 8 maggio 1994     | Regno Unito | Northampton     | Roadmenders              |
| 10 maggio 1994    | Regno Unito | Chelmsford      | Army and Navy            |
| 11 maggio 1994    | Regno Unito | Cambridge       | Boat Race                |
| 13 maggio 1994    | Regno Unito | Londra          | New Cross Venue          |
| 14 maggio 1994    | Regno Unito | Sheffield       | Leadmill                 |
| 1º giugno 1994    | Regno Unito | Birmingham      | Edwards                  |
| 2 giugno 1994     | Regno Unito | Cardiff         | Università di Cardiff    |
| 3 giugno 1994     | Regno Unito | Ilford          | Island                   |
| 4 giugno 1994     | Regno Unito | Londra          | Royal Albert Hall        |
| 6 giugno 1994     | Regno Unito | Norwich         | Arts Centre              |
| 8 giugno 1994     | Regno Unito | Londra          | Marquee Club             |
| 9 giugno 1994     | Regno Unito | Manchester      | Università di Manchester |
| 11 giugno 1994    | Regno Unito | Preston         | Avenham Park Festival    |
| 12 giugno 1994    | Regno Unito | Glasgow         | Cathouse                 |
| 13 giugno 1994    | Regno Unito | Glasgow         | Cathouse                 |

## Concerti 2001-02
| Data            | Paese       | Città          | Sede                                     |
| --------------- | ----------- | -------------- | ---------------------------------------- |
| 14 gennaio 2001 | Brasile     | Rio de Janeiro | Rock in Rio                              |
| 18 gennaio 2001 | Argentina   | Buenos Aires   | Hot Festival                             |
| 21 gennaio 2001 | Venezuela   | Caracas        | Pop Festival                             |
| 24 giugno 2001  | Francia     | Parigi         | Palais omnisports de Paris-Bercy         |
| 27 luglio 2001  | Giappone    | Naeba          | Fuji Rock Festival                       |
| 31 luglio 2001  | Thailandia  | Bangkok        | Thai Army Sports Stadium                 |
| 7 ottobre 2001  | Regno Unito | Londra         | Shepherds Bush Empire                    |
| 8 ottobre 2001  | Regno Unito | Londra         | Shepherds Bush Empire                    |
| 10 ottobre 2001 | Regno Unito | Manchester     | Apollo Theatre                           |
| 11 ottobre 2001 | Regno Unito | Manchester     | Apollo Theatre                           |
| 13 ottobre 2001 | Regno Unito | Glasgow        | Barrowlands                              |
| 14 ottobre 2001 | Regno Unito | Glasgow        | Barrowlands                              |
| 5 febbraio 2002 | Regno Unito | Watford        | Watford Colosseum                        |
| 6 febbraio 2002 | Regno Unito | Londra         | Royal Albert Hall                        |
| 8 febbraio 2002 | Regno Unito | Watford        | Watford Colosseum                        |
| 26 aprile 2002  | Stati Uniti | Las Vegas      | The Joint                                |
| 28 aprile 2002  | Stati Uniti | Indio          | Coachella Valley Music and Arts Festival |
| 1º maggio 2002  | Italia      | Roma           | Piazza San Giovanni                      |

## Concerti 2003-04
| Data           | Paese       | Città             | Sede                 |
| -------------- | ----------- | ----------------- | -------------------- |
| 5 marzo 2003   | Irlanda     | Dublino           | The Point Depot      |
| 6 marzo 2003   | Irlanda     | Dublino           | The Point Depot      |
| 8 marzo 2003   | Germania    | Amburgo           | Color Line Arena     |
| 9 marzo 2003   | Germania    | Düsseldorf        | Philipshalle         |
| 11 marzo 2003  | Germania    | Monaco di Baviera | Zenith               |
| 12 marzo 2003  | Germania    | Berlino           | Treptow Arena        |
| 23 giugno 2004 | Regno Unito | Poole             | The Lighthouse       |
| 25 giugno 2004 | Regno Unito | Glastonbury       | Glastonbury Festival |